# Marc Coponi
Marc Coponi (llatí: Marcus Coponius) va ser un noble romà que va viure als segles II i I aC. Formava part de la família dels Coponi, procedents de Tibur.
Va ser famós per un plet que va tenir sobre una herència amb Mani Curi l'any 91 aC. La seva causa la va defensar Muci Escèvola, mentre la de Mani Curi ho va fer Luci Licini Cras, a la cort dels centumvirs. Aquest judici, que va ser conegut com a Curiana causa, va establir jurisprudència i va atreure una gran atenció del poble, a causa dels dos juristes eminents que el van dur a terme. Ciceró l'esmenta sovint.